# Euro-Plus-Pakt
Der Euro-Plus-Pakt ist ein Maßnahmenpaket der 17 Staats- und Regierungschefs der damaligen Eurozone sowie Bulgariens, Dänemarks, Polens, Rumäniens und der heutigen Eurozonenmitglieder Malta und Zypern zur „Erhöhung der Wettbewerbsfähigkeit“ in den betreffenden Ländern. Er wurde am 11. März 2011 auf einem Sondertreffen in Brüssel als Pakt für den Euro vereinbart und auf dem Europäischen Rat am 24. und 25. März 2011 abschließend beraten. Der Pakt schlägt Maßnahmen zur wirtschaftspolitischen Koordinierung vor, um eine größere Konvergenz der Volkswirtschaften in der Eurozone zu erreichen. Fortschritte messen die Euroländer anhand objektiver Indikatoren – zum Beispiel der Lohnstückkosten.
Der Euro-Plus-Pakt ergänzt das Europäische Semester (Abstimmung der nationalen Haushaltsplanung) und den Europäischen Stabilitätsmechanismus, der ab 2013 als permanenter Krisenmechanismus zukünftige Haushaltskrisen von Mitgliedstaaten der Eurozone wie in der Euro-Krise ab 2010 verhindern soll, sowie die im Rahmen des sog. „Six-Pack“ vereinbarte Verschärfung des Stabilitäts- und Wachstumspakts. Während der Stabilisierungsmechanismus und das Six-Pack Änderungen im Europarecht beinhalten und auch von Europäischer Kommission und Europäischem Parlament beschlossen wurden, basiert der Euro-Plus-Pakt allerdings rein auf freiwilliger Zusammenarbeit der Mitgliedstaaten. Er soll nach dem Willen seiner Autoren nicht als völkerrechtliches Abkommen gelten. Aufgrund der Nichtbeteiligung Großbritanniens, Schwedens, Tschechiens und Ungarns konnte der Pakt nicht im Rahmen des eigentlich für die Koordinierung der Wirtschaftspolitik vorgesehenen Verfahrens nach Art. 121 II AEUV verabschiedet werden. Die einzigen als völkerrechtlich verbindlich geltenden Regelungen finden sich im Abschnitt Konkrete jährliche Verpflichtungen, in denen die Europäische Union das Recht zur Fragestellung und Koordinierung hat.
Dies bedeutet auch, dass es keine Umsetzung in nationales Recht gibt, folglich keine direkte Beteiligung nationaler Parlamente und keine Beschwerdemöglichkeit gegenüber nationalen Gerichten.
Im Juni 2012 wird der Europäische Rat auf Grundlage der Bewertung der Europäischen Kommission zu den Reformprogrammen und Zielen der Länder seine Schlussfolgerungen verabschieden.